# Wiener Blut (Walzer)

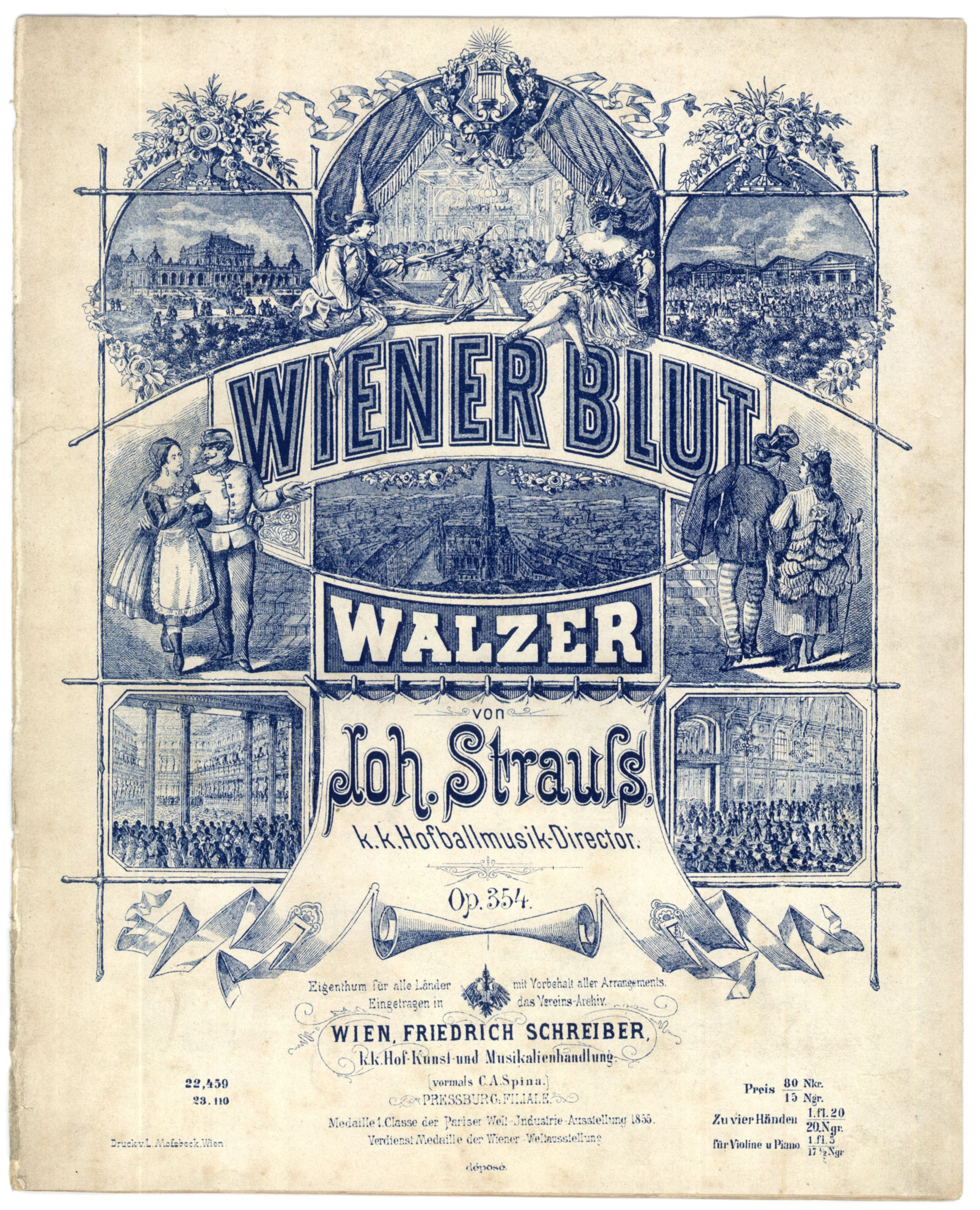
Der Walzer Wiener Blut, op. 354

Der Walzer Wiener Blut (op. 354) ist ein Konzertwalzer von Johann Strauss (Sohn).
Der Walzer wurde am 22. April 1873 vom Orchester der Hofoper bei einem Ball, anlässlich der Vermählung von Erzherzogin Gisela von Österreich mit dem Prinzen Leopold von Bayern, im Wiener Musikverein uraufgeführt.
Der Walzer ist auch Namensgeber der gleichnamigen, von Adolf Müller nach Strauss’ Motiven zusammengestellten, Operette Wiener Blut. Neben anderen Musiknummern des Komponisten werden dort auch Teile dieses Walzers verarbeitet.
Der Walzer gehört zu den bekanntesten und beliebtesten Werken von Johann Strauss (Sohn). Er beschreibt musikalisch die Lebensfreude der Wiener Bürgerinnen und Bürger, die ja alle das Wiener Blut in sich tragen, und setzt ihnen mit diesem Werk ein musikalisches Denkmal.
Die Spieldauer beträgt auf der unter Einzelnachweisen angeführten CD 11 Minuten und 43 Sekunden. Je nach musikalischer Auffassung des Dirigenten kann sich diese Zeit um bis zu etwa einer Minute plus oder minus verändern.

## Neujahrskonzert der Wiener Philharmoniker
Der Walzer ist in unregelmäßigen Abständen Bestandteil des Neujahrskonzerts der Wiener Philharmoniker.
- 1941 – Clemens Krauss
- 1951 – Clemens Krauss
- 1955 – Willi Boskovsky
- 1958 – Willi Boskovsky
- 1960 – Willi Boskovsky
- 1971 – Willi Boskovsky
- 1980 – Lorin Maazel
- 1984 – Lorin Maazel
- 1990 – Zubin Mehta
- 2002 – Seiji Ozawa